# Hoffmannia cauliflora
Hoffmannia cauliflora är en måreväxtart som beskrevs av William Botting Hemsley. Hoffmannia cauliflora ingår i släktet Hoffmannia och familjen måreväxter. Inga underarter finns listade i Catalogue of Life.